# Thunberga greta
Thunberga greta (лат.) — вид пауков рода Thunberga из семейства Sparassidae. Мадагаскар (провинция Туамасина). Название дано в честь шведской экоактивистки Греты Тунберг.

## Описание
Пауки средних размеров, длина самок от 10,4 мм до 13,8 мм (самцы неизвестны). Основная окраска тела желтовато-коричневая. Просома дорсально с несколькими пятнами вдоль борозд и в меньшей степени между глазами и центральной ямкой. Хелицеры красновато-коричневые, с продольными перевязями. Стернум, гнатококсы, лабиум, нижние части тазиков светло-желтовато-коричневые без рисунка. Ноги темно-желтовато-коричневые с несколькими нечёткими точками на бёдрах и небольшими пятнами на проксимальных частях голеней. Опистосома дорсально с мышечными сигиллами более темного и плотного неправильного рисунка, вентрально густоточечная, спиннереты светло-желтые. Самки узнаваемы по их треугольной передней части срединного септума, сходящейся кпереди, и по их перевернутым U-образным копулятивным каналам, видимым через кутикулу снизу в задней части срединного септума. Имеют более 4 ретромаргинальных хелицеральных зубцов (от 6 до 7), AME по размеру равны ALE или лишь немного крупнее, а задний ряд глаз прямой или слегка выпуклый. Формула ног 2143.

## Классификация и этимология
Вид был впервые выделен в 2020 году немецким арахнологом Петером Егером и включён в подсемейство Heteropodinae. Название дано в честь шведской экоактивистки Греты Тунберг.